# Prinia
Prinia – rodzaj ptaków z podrodziny prinii (Priniinae) w obrębie rodziny chwastówkowatych (Cisticolidae).

## Występowanie
Rodzaj obejmuje gatunki występujące w Azji i Afryce.

## Morfologia
Długość ciała 11–16 cm; masa ciała 5–21 g.

## Systematyka
Rodzaj zdefiniował w 1821 roku amerykański lekarz i przyrodnik Thomas Horsfield w artykule poświęconym systematyce i opisowi jawajskich ptaków, opublikowanym w czasopiśmie „Transactions of the Linnean Society of London”. Gatunkiem typowym jest (oznaczenie monotypowe) prinia paskoskrzydła (P. familiaris).

### Etymologia
- Prinia: jawajska nazwa Prinya dla prinii paskoskrzydłej[16].
- Drymoica: gr. δρυμος drumos ‘gąszcz, las’; οικος oikos ‘mieszkanie, dom’, od οικεω oikeō ‘zamieszkiwać’[17]. Gatunek typowy (późniejsze oznaczenie): Motacilla maculosa Boddaert, 1783[18].
- Suya: nepalska nazwa Súya dla prinii brązowej[19]. Gatunek typowy (oryginalne oznaczenie): Suya criniger Hodgson, 1836.
- Decurus: gr. δεκα deka ‘dziesięć’; ουρα oura ‘ogon’[20].
- Daseocharis: gr. δασυς dasus, δασεια daseia ‘zarosły krzewami, gęsto zalesiony’; χαρις kharis, χαριτος kharitos ‘wdzięk’, od χαιρω khairō ‘cieszyć, się, radować’[21].
- Drymoipus: gr. δρυμος drumos ‘gąszcz, las’; πους pous, ποδος podos ‘stopa’ (tj. ‘chodzenie’)[22]. Gatunek typowy (późniejsze oznaczenie): Malurus polychrous Temminck, 1828[23].
- Burnesia: sir Alexander Burnes (1805–1841), brytyjski oficer polityczny w Indiach w latach 1829–1832 oraz Afganistanie w latach 1839–1841[24]. Gatunek typowy (oznaczenie monotypowe): Burnesia lepida[e] Blyth, 1844.
- Franklinia: mjr James Franklin (1783–1834), oficer British Army w Indiach, geolog i ornitolog[25]. Gatunek typowy (oznaczenie monotypowe): Franklinia buchanani Blyth, 1844.
- Urorhipis: gr. ουρα oura ‘ogon’; ῥιπις rhipis, ῥιπιδος rhipidos ‘wachlarz’, od ῥιψ rhips, ῥιπος rhipos ‘plecionka’[26]. Gatunek typowy (oznaczenie monotypowe): Prinia rufifrons Rüppell, 1840.
- Herpystera: gr. ἑρπυστηρ herpustēr ‘coś pełzającego’, od ἑρπυζω herpuzō ‘pełzać, czołgać się’[27]. Gatunek typowy (oznaczenie monotypowe): Drymoica bairdii Cassin, 1855.
- Blanfordius: William Thomas Blanford (1832–1905), angielski geolog i zoolog[28]. Gatunek typowy (oznaczenie monotypowe): Blanfordius striatulus[f] A.O. Hume, 1873.
- Dybowskia: Jean Dybowski (1856–1928), polsko-francuski agronom, botanik, podróżnik, kolekcjoner z tropikalnej Afryki w latach 1891–1894[29]. Gatunek typowy (oznaczenie monotypowe): Dybowskia kemoensis Oustalet, 1892 (= Drymoeca jodoptera[g] Heuglin, 1864).
- Heliolais: gr. ἡλιος hēlios ‘słońce’; łac. laïs ‘pokrzewka’, od gr. ὑπολαις hupolais ‘mały niezidentyfikowany, gniazdujący na ziemi ptak’[30].

### Podział systematyczny
Do rodzaju należą następujące gatunki:

- Prinia striata Swinhoe, 1859 – prinia chińska
- Prinia crinigera (Hodgson, 1836) – prinia brązowa
- Prinia rocki Deignan, 1957 – prinia annamska
- Prinia cooki (Harington, 1913) – prinia mozaikowa
- Prinia polychroa (Temminck, 1828) – prinia smugowana
- Prinia atrogularis (F. Moore, 1854) – prinia czarnogardła
- Prinia khasiana (Godwin-Austen, 1876) – prinia rdzawogłowa
- Prinia superciliaris (Anderson, 1871) – prinia białobrewa
- Prinia cinereocapilla F. Moore, 1854 – prinia siwogłowa
- Prinia buchanani Blyth, 1844 – prinia rdzawoczelna
- Prinia rufescens Blyth, 1847 – prinia rdzawa
- Prinia hodgsonii Blyth, 1844 – prinia śniada
- Prinia gracilis (M.H.C. Lichtenstein, 1823) – prinia zwyczajna
- Prinia lepida Blyth, 1844 – prinia skromna
- Prinia sylvatica Jerdon, 1840 – prinia dżunglowa
- Prinia familiaris Horsfield, 1821 – prinia paskoskrzydła
- Prinia flaviventris (Delessert, 1840) – prinia żółtobrzucha
- Prinia socialis Sykes, 1832 – prinia indyjska
- Prinia inornata Sykes, 1832 – prinia płowa
- Prinia subflava (J.F. Gmelin, 1789) – prinia myszata
- Prinia somalica (Elliot, 1897) – prinia jasna
- Prinia fluviatilis Chappuis, 1974 – prinia rzeczna
- Prinia flavicans (Vieillot, 1820) – prinia obrożna
- Prinia maculosa (Boddaert, 1783) – prinia plamista
- Prinia hypoxantha (Sharpe, 1877) – prinia kafryjska
- Prinia molleri Bocage, 1887 – prinia rdzawolica
- Prinia bairdii (Cassin, 1855) – prinia prążkowana
- Prinia erythroptera (Jardine, 1849) – prinia rdzawoskrzydła
- Prinia rufifrons Rüppell, 1840 – prinia ostrosterna